# أليكساندر جان باتيست برون
أليكساندر جان باتيست برون (بالفرنسية: Alexandre Jean-Baptiste Brun)‏ هو رسام فرنسي، ولد في 3 نوفمبر 1853 في مارسيليا في فرنسا، وتوفي بنفس المكان في 5 نوفمبر 1941.